# Code of the Lifemaker
Code of the Lifemaker (en castellano: El Código del Creador de la Vida) (ISBN 0-345-30549-3) es una novela de ciencia ficción de 1983 del autor James P. Hogan. El estudio Automatización Avanzada para Misiones Espaciales de la NASA fue la inspiración directa para esta novela que detalla el primer contacto entre los exploradores de la Tierra y los "Taloides", unos replicadores ruidosos quienes han colonizado Titán, una luna de Saturno.
Una secuela titulada La Opción de la Inmortalidad fue publicada en 1995.

## Resumen de la trama
Hace aproximadamente 1.000.000 A.C., una raza extraterrestre sin identificar envió fábricas robóticas a muchos mundos en su parte de la galaxia para prepararlos para futuros asentamientos. Una de aquellas naves factoría sufrió severo daño al pasar cerca de una supernova y se sale de curso, finalmente aterrizando en la luna Titán de Saturno. Debido a un mal funcionamiento en su base de datos comienza a producir copias imperfectas que comienzan a evolucionar por sí mismas. Esta descripción preliminar es presentada en el prólogo, esta probó ser lo suficientemente popular entre los lectores que posteriormente fue antologizada en una colección de relatos cortos de Hogan. El ecosistema de máquinas resultante al final da paso al surgimiento de robots humanoides con un intelecto semejante al humano quienes desarrollan una civilización similar a las primeras que surgen en la Tierra. Casi todos ellos tienen un sentido de reverencia por su mítico creador, un ser que ellos llaman el Creador de la Vida.
A principios del siglo 21, la Organización Espacial del Atlántico Norte (que combina a la NASA con la OTAN) despacha al Orión con una misión falsa que es la terraformación de Marte para permitir su colonización por los humanos. Karl Zambendorf, a estafador quien se encuentra en la expedición para verificar el funcionamiento de la percepción extrasensorial a distancias interplanetarias, se entera prematuramente que la Orión y si tripulación de investigadores se dirigen a Titán, ya que descubrimiento de los Taloides ha sido mantenido en necesidad de conocer para el resto de la Tierra.
Cuando la Orión arriba a su destino, la primera partida de desembarco llega a un estado libre pensador donde Thirg, un Taloide quien fue expulsado de su hogar natal de Kroaxia, había huido. Ellos son confundidos por el Creador de la Vida debido a que llegaron del cielo, que los Taloides no pueden ver debido a la atmósfera de Titán. Pero Thirg se vuelve más perspicaz a medida que él y los humanos comienzan a comprenderse mejor unos a otros. El hermano de Thirg, Groork, llega desde Kroaxia para arrestarlo, pero Zambendorf lo intercepta y lo envía de regreso a Kroaxia como un profeta.
Zambendorf se entera de que la NASO planea explotar los recursos naturales de Titán usando a los Taloides para construir las fábricas necesarias, reduciéndolos a esclavos. Los administradores comerciales de la NASO a bordo de la Orión ya han logrado un acuerdo con el gobierno de Kroaxian para usar armas humanas (los Taloides llaman a los humanos "Lumianos" ya que estos brillan ligeramente debido a su visión infrarroja) para conquistar Titán, creyendo que el liderazgo de Kroaxian reforzado por sacerdotes será más fácil de controlar. Zambendorf, en su no anticipado rol como el "Mensajero" del Creador de la Vida, le ha dado a Groork instrucciones semejantes a los Diez Mandamientos para su pueblo y prevenir que comience la guerra. Todos los Taloides son hermanos y Ningún Taloide será esclavo o tendrá esclavos no caen bien con el grupo gobernante de Kroaxia, y Groork es salvado por la tripulación del Orión que no trabaja para la NASO. Todo finaliza en que los recursos naturales de Titán serán explotados pero en asociación con los humanos, donde tanto estos como los Taloides serán iguales.

## Nota
- Esta obra contiene una traducción  derivada de «Code of the Lifemaker» de Wikipedia en inglés, concretamente de esta versión, publicada por sus editores bajo la Licencia de documentación libre de GNU y la Licencia Creative Commons Atribución-CompartirIgual 4.0 Internacional.

- Datos: Q5140094